# NGC 2124
NGC 2124 is een spiraalvormig sterrenstelsel in het sterrenbeeld Haas. Het hemelobject werd op 20 oktober 1784 ontdekt door de Duits-Britse astronoom William Herschel.

## Synoniemen
- ESO 555-16
- MCG -3-16-3
- IRAS05557-2005
- PGC 18147